# Joachim Soltvedt
Joachim Soltvedt (Bergen, 9 settembre 1995) è un calciatore norvegese, difensore o centrocampista del Brann.

## Carriera
Soltvedt è cresciuto nelle giovanili del Lyngbø, per poi entrare a far parte di quelle del Brann. Ha fatto parte della squadra che ha vinto il Norgesmesterskapet G19 2014. Non ha mai debuttato in prima squadra, limitandosi ad un'apparizione in panchina in occasione della 12ª giornata dell'Eliteserien 2014, in data 9 giugno: non è stato utilizzato nel corso della partita persa per 4-2 in casa del Molde.
L'anno seguente è stato tesserato dall'Åsane, in 1. divisjon: ha esordito con questa maglia il 6 aprile 2015, venendo schierato titolare nel successo per 5-0 sul Levanger, in cui ha realizzato un gol e due assist. Il 27 gennaio 2017 ha prolungato l'accordo che lo legava alla squadra, per il successivo anno e mezzo.
Il 2 agosto 2017, Soltvedt è stato tesserato dal Sogndal, per cui ha siglato un accordo valido fino al 1º agosto 2020. Il 6 agosto ha quindi esordito in Eliteserien, sostituendo Chidiebere Nwakali nella sconfitta per 2-1 in casa dell'Odd. Il successivo 19 novembre ha realizzato il primo gol nella massima divisione locale, in occasione del pareggio per 1-1 maturato sul campo dello Stabæk. Al termine della stagione, il Sogndal è retrocesso in 1. divisjon.
Il 14 febbraio 2020 è stato ingaggiato dal Sarpsborg 08, per cui ha firmato un contratto triennale. Il debutto in squadra è arrivato il 16 giugno successivo, subentrando a Magnar Ødegaard nella sconfitta interna per 0-1 contro il Vålerenga. Il 5 luglio 2020 ha segnato il primo gol, contribuendo al successo per 0-3 in casa del Sandefjord.
Il 15 settembre 2022 ha prolungato il contratto che lo legava al Sarpsborg 08, fino al 31 dicembre 2024.
Il 22 agosto 2023 è stato ufficializzato il ritorno di Soltvedt al Brann: ha firmato un accordo valido fino al 31 dicembre 2026 e ha scelto di vestire la maglia numero 17.

## Statistiche

### Presenze e reti nei club
Statistiche aggiornate al 22 agosto 2023.
| Stagione            | Club                | Campionato          | Campionato | Campionato | Coppe nazionali | Coppe nazionali | Coppe nazionali | Coppe continentali | Coppe continentali | Coppe continentali | Supercoppe | Supercoppe | Supercoppe | Totale | Totale |
| Stagione            | Club                | Comp                | Pres       | Reti       | Comp            | Pres            | Reti            | Comp               | Pres               | Reti               | Comp       | Pres       | Reti       | Pres   | Reti   |
| ------------------- | ------------------- | ------------------- | ---------- | ---------- | --------------- | --------------- | --------------- | ------------------ | ------------------ | ------------------ | ---------- | ---------- | ---------- | ------ | ------ |
| 2014                | Brann               | ES                  | 0          | 0          | CN              | 0               | 0               | -                  | -                  | -                  | -          | -          | -          | 0      | 0      |
| 2015                | Åsane               | 1D                  | 28         | 7          | CN              | 3               | 1               | -                  | -                  | -                  | -          | -          | -          | 31     | 8      |
| 2016                | Åsane               | 1D                  | 27         | 6          | CN              | 3               | 1               | -                  | -                  | -                  | -          | -          | -          | 30     | 7      |
| gen.-ago. 2017      | Åsane               | 1D                  | 17         | 2          | CN              | 2               | 1               | -                  | -                  | -                  | -          | -          | -          | 19     | 3      |
| Totale Åsane        | Totale Åsane        | Totale Åsane        | 72         | 15         |                 | 8               | 3               |                    | -                  | -                  |            | -          | -          | 80     | 18     |
| ago.-dic. 2017      | Sogndal             | ES                  | 5+1        | 1+0        | CN              | -               | -               | -                  | -                  | -                  | -          | -          | -          | 6      | 1      |
| 2018                | Sogndal             | 1D                  | 24+2       | 6+0        | CN              | 2               | 1               | -                  | -                  | -                  | -          | -          | -          | 28     | 7      |
| 2019                | Sogndal             | 1D                  | 26+1       | 3+0        | CN              | 2               | 2               | -                  | -                  | -                  | -          | -          | -          | 29     | 5      |
| Totale Sogndal      | Totale Sogndal      | Totale Sogndal      | 55+4       | 10+0       |                 | 4               | 3               |                    | -                  | -                  |            | -          | -          | 63     | 13     |
| 2020                | Sarpsborg 08        | ES                  | 24         | 3          | -               | -               | -               | -                  | -                  | -                  | -          | -          | -          | 24     | 3      |
| 2021                | Sarpsborg 08        | ES                  | 16         | 0          | CN              | 4               | 0               | -                  | -                  | -                  | -          | -          | -          | 20     | 0      |
| 2022                | Sarpsborg 08        | ES                  | 28         | 4          | CN              | 2               | 0               | -                  | -                  | -                  | -          | -          | -          | 30     | 4      |
| gen.-ago. 2023      | Sarpsborg 08        | ES                  | 18         | 4          | CN              | 5               | 1               | -                  | -                  | -                  | -          | -          | -          | 23     | 5      |
| Totale Sarpsborg 08 | Totale Sarpsborg 08 | Totale Sarpsborg 08 | 86         | 11         |                 | 11              | 1               |                    | -                  | -                  |            | -          | -          | 97     | 12     |
| ago.-dic. 2023      | Brann               | ES                  | 0          | 0          | CN              | -               | -               | UECL               | 0                  | 0                  | -          | -          | -          | 0      | 0      |
| Totale Brann        | Totale Brann        | Totale Brann        | 0          | 0          |                 | 0               | 0               |                    | 0                  | 0                  |            | -          | -          | 0      | 0      |
| Totale              | Totale              | Totale              | 213+4      | 36+0       |                 | 23              | 7               |                    | 0                  | 0                  |            | -          | -          | 240    | 43     |

## Palmarès

### Club

#### Competizioni giovanili
- Norgesmesterskapet G19: 1

Brann: 2014